# Coșcodeni, Sîngerei
Coșcodeni este satul de reședință al comunei cu același nume din raionul Sîngerei, Republica Moldova. Din componența comunei fac parte 3 localități: Bobletici, Coșcodeni si Flămînzeni.
La recensământul din anul 2004, populația satului era de 1.076 de oameni; structura etnică a populației: 98.79% moldoveni/români.

## Personalități
- Grigore Baștan (1922-1983) - general de aviație în România
- Ion Bogatu (n. 1948) - scriitor
- Stela Popa (n. 1982) - scriitoare, jurnalistă de radio și televiziune